# Thomas Beck
Pour les articles homonymes, voir Thomas Beck (homonymie) et Beck.
Thomas Beck (29 décembre 1909, New York - 23 septembre 1995, Miami Shores, Floride) est un acteur américain des années 1930.

## Biographie
Thomas Beck apparaît dans 28 films et ses rôles les plus notables appartiennent aux films de Charlie Chan : Charlie Chan in Paris (1935), Charlie Chan in Egypt (1935), Charlie Chan at the Race Track (1936), et Charlie Chan at the Opera (1936). 
Il a joué également avec Shirley Temple dans le film Heidi, dans le rôle du pasteur Schultz.

## Filmographie partielle
- 1935 : The Lottery Lover, de Wilhelm Thiele
- 1935 : Music Is Magic de George Marshall
- 1936 : White Fang de David Butler
- 1936 : Every Saturday Night de James Tinling
- 1936 : Champagne Charlie, de James Tinling
- 1936 : Charlie Chan aux courses (Charlie Chan at the Race Track) de H. Bruce Humberstone : Bruce Rogers
- 1936 : Charlie Chan à l'Opéra (Charlie Chan at the Opera), de H. Bruce Humberstone : Phil Childers
- 1937 : Quarante-cinq Papas (45 Fathers) de James Tinling
- 1937 : L'Énigmatique M. Moto (Think Fast, Mr. Moto) de Norman Foster : Bob Hitchings
- 1937 : La Treizième Chaise (The Thirteenth Chair) de George B. Seitz
- 1937 : Le Serment de M. Moto (Thank You, Mr. Moto) de Norman Foster : Tom Nelson
- 1937 : Heidi la sauvageonne (Heidi) d'Allan Dwan : le pasteur Schultz